# Francis Bousquet
Pour les articles homonymes, voir Bousquet.
 (mars 2023).
La mise en forme du texte ne suit pas les recommandations de Wikipédia : il faut le « wikifier ».
Les points d'amélioration suivants sont les cas les plus fréquents. Le détail des points à revoir est peut-être précisé sur la page de discussion.
- Les titres sont pré-formatés par le logiciel. Ils ne sont ni en capitales, ni en gras.
- Le texte ne doit pas être écrit en capitales (les noms de famille non plus), ni en gras, ni en italique, ni en « petit »…
- Le gras n'est utilisé que pour surligner le titre de l'article dans l'introduction, une seule fois.
- L'italique est rarement utilisé : mots en langue étrangère, titres d'œuvres, noms de bateaux, etc.
- Les citations ne sont pas en italique mais en corps de texte normal. Elles sont entourées par des guillemets français : « et ».
- Les listes à puces sont à éviter, des paragraphes rédigés étant largement préférés. Les tableaux sont à réserver à la présentation de données structurées (résultats, etc.).
- Les appels de note de bas de page (petits chiffres en exposant, introduits par l'outil «  Source ») sont à placer entre la fin de phrase et le point final[comme ça].
- Les liens internes (vers d'autres articles de Wikipédia) sont à choisir avec parcimonie. Créez des liens vers des articles approfondissant le sujet. Les termes génériques sans rapport avec le sujet sont à éviter, ainsi que les répétitions de liens vers un même terme.
- Les liens externes sont à placer uniquement dans une section « Liens externes », à la fin de l'article. Ces liens sont à choisir avec parcimonie suivant les règles définies. Si un lien sert de source à l'article, son insertion dans le texte est à faire par les notes de bas de page.
- La présentation des références doit suivre les conventions bibliographiques. Il est recommandé d'utiliser les modèles {{Ouvrage}}, {{Chapitre}}, {{Article}}, {{Lien web}} et/ou {{Bibliographie}}. Le mode d'édition visuel peut mettre en forme automatiquement les références.
- Insérer une infobox (cadre d'informations à droite) n'est pas obligatoire pour parachever la mise en page.

Pour une aide détaillée, merci de consulter Aide:Wikification.
Si vous pensez que ces points ont été résolus, vous pouvez retirer ce bandeau et améliorer la mise en forme d'un autre article.
Francis Bousquet (Marseille, 9 septembre 1890 - Roubaix, 21 décembre 1942) est un compositeur et pédagogue français.

## Biographie
Francis Bousquet a commencé ses études musicales à Marseille avant de s'inscrire au Conservatoire de Paris en 1907, où il a été l'élève de Xavier Leroux, André Gedalge et Charles-Marie Widor. Il remporte le premier prix d'harmonie du Conservatoire en 1909 et le premier prix de contrepoint en 1910 avant que la Première Guerre mondiale ne vienne interrompre ses études.
Il sert alors dans un régiment de génie militaire de l'armée française,. De 1915 à 1918, Nadia et Lili Boulanger, toutes deux diplômées du Conservatoire, publient la Gazette des Classes du Conservatoire, qui publie des nouvelles de la vie musicale française et des lettres des élèves du Conservatoire dispersés par la guerre. Dans une lettre publiée dans le numéro du 27 novembre 1916, Bousquet écrit depuis le front :
Nous avons lu attentivement ces nouvelles, jetées des quatre coins du front [...] Grâce à [la Gazette] nous voici réunis. La musique un instant assoupie au fond des mémoires se reprend à chanter et la vie musicale évoquée en quelques pages, avec les souvenirs exquis qui lui sont inhérents, accomplit un miracle en faisant naître parmi tant de désolation le désir violent des lendemains,...
Bousquet retourne au Conservatoire après la guerre et poursuit ses études de composition. Il reçoit en 1920 le prix Lépaulle de composition musicale pour Soirs Rouges, suite pour violon, violoncelle et piano. Il se présente trois fois au concours du Prix de Rome, remportant le deuxième prix en 1921 et 1922 et le premier prix en 1923 pour sa cantate Béatrix. Le premier prix était assorti d'une bourse qui permettait au lauréat de séjourner à la Villa Médicis à Rome pendant deux ans et de voyager jusqu'à trois années supplémentaires,,.
À son retour de Rome en 1926, Bousquet est nommé directeur du Conservatoire de Roubaix, poste qu'il occupe jusqu'à sa mort. Dans les années 1930, il est l'un des fondateurs de l'Association des Directeurs d'Écoles et Conservatoires de Musique Nationaux, dont il devient plus tard le président d'honneur.
Il a également travaillé comme journaliste pour le journal artistique parisien  Comœdia pendant l'Occupation,,
Son premier opéra, "Zorriga", a été écrit pour le Théâtre des Arènes de Béziers et joué en 1925. Son deuxième, "Sarati le Terrible", a été créé au Théâtre de l'Opéra-Comique en 1928. Tous deux se déroulent en Afrique du Nord et contiennent des éléments de musique arabe. Ses dernières œuvres sont l'opéra-comique en trois actes Mon oncle Benjamin  et à la symphonie Hannibal. La première de Mon oncle Benjamin a lieu au Théâtre de l'Opéra-Comique le 10 mars 1942 avec Roger Bourdin dans le rôle-titre. La première de Hannibal a lieu le 30 novembre 1942 à Paris.
Bousquet meurt à Roubaix à l'âge de 52 ans, trois semaines après la première de Hannibal. Dans sa nécrologie parue dans Comœdia, Tony Aubin écrit que les œuvres de Bousquet reflètent "une des natures les plus authentiques de notre temps" et témoignent d'un "art éclairé, sobre mais expressif, traversé de lumineux éclairs ou baigné de mélancolie hautaine".
Bousquet a reçu la Croix de Guerre, et, en 1934, été décoré de la Légion d'honneur.

## Œuvres
Pour la scène
- Zorriga, opéra en quatre actes, livret de Paul Verdert et Jean Camp ; créé au Théâtre des Arènes, Béziers, le 21 juin 1925[14]
- L'Esclave, ballet en un acte sur un sujet de Belloni;[note 4] publié par les Éditions Max Eschig, 1927[16]
- Sarati le Terrible, opéra en quatre actes, livret de Jean Vignaud ; créé au Théâtre de l'Opéra-Comique, Paris, le 9 mai 1928[17]
- Mon oncle Benjamin, opéra-comique en trois actes, livret de Georges Ricou d'après le roman de Claude Tillier ; créé au Théâtre de l'Opéra-Comique, Paris, le 10 mars 1942, avec Roger Bourdin dans le rôle titre[17]. Bousquet présente son œuvre lui-même dans Comoedia[18].

Œuvres instrumentales
- Soirs Rouges, suite pour violon, violoncelle et piano (1920) ;
- Poème, pour quatuor à cordes et piano, dédié au violoniste Roger Debonnet ; publié par les Éditions Maurice Senart, 1921[19]
- Soirs d'Afrique, suite orchestrale ; créée par l'Orchestre Lamoureux, Paris, le 3 mars 1932. L'œuvre est basée sur la musique folklorique arabe et espagnole recueillie par Bousquet au cours d'un long voyage en Afrique du Nord[20],[21].
- Concerto ibérique, concerto en ré mineur pour violoncelle seul et orchestre ; créé par le violoncelliste Maurice Maréchal et l'orchestre des Concerts Colonne, Paris, décembre 1937[22]
- Argotera", concerto pour cor solo et orchestre ; publié par les Éditions Charles Gras, 1939. La pièce a été écrite pour le corniste Jean Devémy (1898-1969), qui l'a enregistrée pour le label Action Artistique[note 5] en 1943[24],[25].
- Hannibal, symphonie ; créée par l'Orchestre de l'Association des Concerts Pierné, Paris, 30 novembre 1942[26]